# Тенили
 Тенили (груз. ტენილი ყველი, тенили квели – запихнутый сыр) — волокнистый вытяжной сыр из грузинского исторического региона Месхетия. 

## Производство

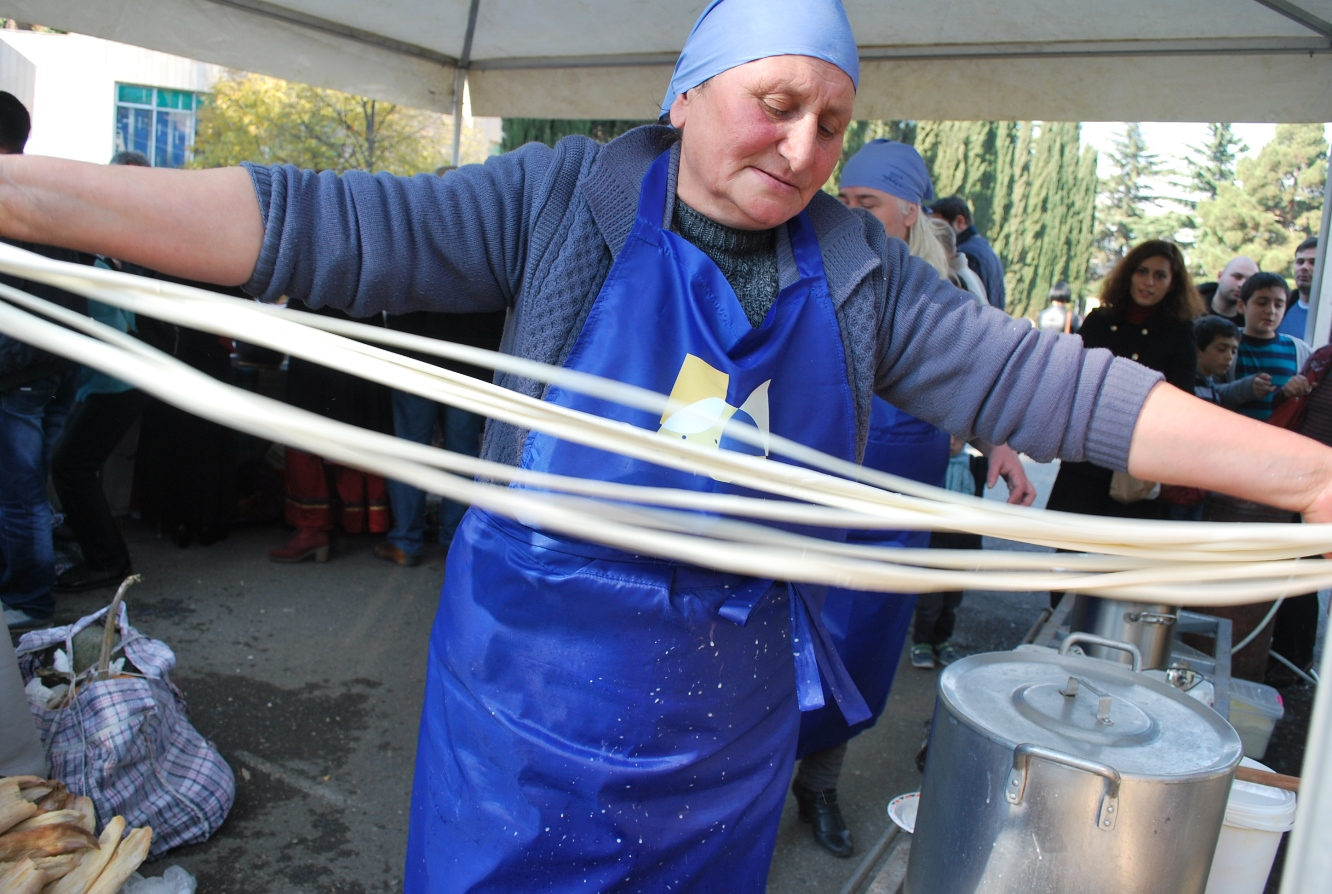
Растягивание сыра во время производства

Сегодня тенили производят в небольшом количестве в семьях и предприятиях молочной продукции в грузинском регионе Самцхе-Джавахети. Свежее овечье молоко оставляют до тех пор, пока не образуются сливки. Их снимают и дают молоку отдохнуть на сутки. Для створаживания молока используют закваску под названием "дврита" или "квети"; её готовят из части засоленного и сушеного телячьего желудка. В нагретое молоко добавляют закваску, и на небольшом огне молоко разделяется на сыр и сыворотку. Затем идёт процесс «плетения» сыра (многократные растягивания и складывания вдвое) с постоянным окунанием в горячую сыворотку, длится который до 25 минут. Когда сырная масса станет тонкими нитями её переносят в холодную воду и следят чтобы пряди не слипались. Следующая стадия — вымачивание в солёной воде 10—15 минут. После чего сыр развешивают на деревянной перекладине на 8-10 часов. За это время излишки жидкости стекут и сыр подсохнет. Затем пряди нарезают и оставляют на столе накрытыми полотенцем на сутки — двое, после чего обмазывают сливками, снятыми в начале процесса производства. Смазанные сливками пряди сыра укладывают в корыто и наклоняют для стекания остатков жидкости. В таком положении накрытый полотенцем сыр подсыхает ещё двое — трое суток. Последняя стадия – вызревание сыра в глиняном горшке, куда его утрамбовывают (с грузинского "тенили" – запихнутый, набитый) так плотно, чтобы не было воздуха, а затем ставят горшок горлом на доску с золой, которая и впитывает остатки стёкших сливок. В таком положении сыр созревает около двух месяцев.

## Интересные факты
- В давние времена горшок с тенили открывали по большим праздникам, его наличие на застолье считалось признаком роскоши, демонстрируя материальное благополучие рода или семьи.
- Неполную технологию изготовления сыра тенили можно увидеть во время фестиваля «Кавказский сыр», который с 2010-го года проходит каждый год в разных местах Тбилиси: Тбилисский этнографический музей (08.11.2014)[2], парк Рике (08.10.2016 - 09.10.2016), парк Мтацминда[англ.] (23.06.2018), площадь Революции роз (18.11.2018).